# Arrivano i miei
Arrivano i miei è un film del 1982 diretto da Nini Salerno.

## Trama
La famiglia Micenchig è piuttosto strana: nonni tossicodipendenti, padre stimato dentista e radioamatore, figlia quattordicenne ormai prossima alla quinta laurea, due gemelli distruttivi, uno zio aspirante cantautore e una colf super-muscolosa con tanto di fidanzato muscoloso e ritardato. Come non bastasse, la mamma vince un quiz alla televisione e il primo premio è un romantico fine settimana con Julio Navarro, il suo cantante preferito: questi giunge con l'impresario nella villa della famiglia ma, essendo uno dei cantanti melodici più apprezzato dalle donne di mezza età, con lui giungono alla villa una serie di fans, tra cui una suora, che prendono d'assalto l'abitazione.